# Søværnets enheder
Denne side er en oversigt over Søværnets enheder og skal ses i forlængelse heraf.
Søværnets sejlende enheder er inddelt i 3 eskadrer og 9 divisioner.

## 1. Eskadre

### Division 11
- Fire inspektionsskibe af Thetis-klassen: 
  - F357 Thetis
  - F358 Triton
  - F359 Vædderen
  - F360 Hvidbjørnen.

### Division 19
- Tre inspektionsfartøjer af Knud Rasmussen-klassen: 
  - P570 Knud Rasmussen
  - P571 Ejnar Mikkelsen
  - P572 Lauge Koch

### Kongeskibet
- Kongeskibet Dannebrog (pennantnummer A540 ej påmalet).

### Søopmåling
- To søopmålingsenheder af Holm-klassen: 
  - A541 Birkholm
  - A542 Fyrholm.
- To søopmålingsbåde.
  - SOM-1
  - SOM-2

## 2. Eskadre

### Division 21
- Tre fregatter af Iver Huitfeldt-klassen: 
  - F361 Iver Huitfeldt
  - F362 Peter Willemoes
  - F363 Niels Juel.

### Division 22
- To ASW-fregatter af Absalon-klassen: 
  - F341 Absalon
  - F342 Esbern Snare.

### MCM Danmark (Division 23)
- Fire fjernstyrede minerydningsdroner af MSF-klassen: 
  - MSF1
  - MSF2
  - MSF3
  - MSF4.
- To fjernstyrede minerydningsdroner af Holm-klassen: 
  - MSD5 Hirsholm
  - MSD6 Saltholm

### Søværnets Dykkertjeneste
- Et dykkerskib af Flyvefisken-klassen: 
  - Y311 Søløven

## 3. Eskadre

### Division 31
- Seks patruljefartøjer af Diana-klassen (Mk II): 
  - P520 Diana
  - P521 Freja
  - P522 Havfruen
  - P523 Najaden
  - P524 Nymfen
  - P525 Rota

### Division 32
- To miljøskib af Supply-klassen: 
  - A560 Gunnar Thorson (pennantnummer ej påmalet).
  - A561 Gunnar Seidenfaden (pennantnummer ej påmalet).
- To miljøskib af Seatruck-klassen: 
  - A562 Mette-Miljø (pennantnummer ej påmalet).
  - A563 Marie-Miljø (pennantnummer ej påmalet).
- Et miljøskib af Miljø-klassen: 
  - HDMS Miljø 101 (Y340)
  - HDMS Miljø 102 (Y341)
  - HDMS Miljø 103 (Y342)
- Et transportskib, Ingen Klasse
  - A559 Sleipner.

### Division 33
- To sejlskibe af Svanen-klassen: 
  - Y101 Svanen
  - Y102 Thyra.
- To uddannelsefartøjer af Holm-klassen: 
  - A543 Ertholm
  - A544 Alholm.

## Øvrige sejlende enheder
Endvidere råder Søværnet over en række enheder til særlige formål:
- Flådestation Korsør råder over Balder-klassen, disse bruges som isbrydere, stations- og bugserbåde.
- Flådestation Frederikshavn og Flådestation Korsør råder hver over henholdsvis en enhed af MRD-klassen og Arvak-klassen, MRD3 og Arvak i Frederikshavn, MRD4 og Alsin i Korsør.
- Center for Våben (VBC) på Sjællands Odde råder over kutteren Y343 Lunden.
- Arktisk Kommando over stationsfartøjet Y309 Kugsag (grønlandsk).
- Enhederne af Absalon- og Knud Rasmussen-klasserne råder hver over henholdsvis 2 og 1 enheder af LCP-klassen.
- Søværnets frømandskorps og minørtjeneste råder over et ukendt antal enheder af ukendt type
- De fleste af Søværnets enheder råder over 1-2 gummibåde af typerne Uni-480 eller Uni-700.

## Galleri

### Skibe
- Absalon-klassen
Foto: Kim Storm Martin, notatia.dk
- Agdlek-klassen
- Diana-klassen
- Dykkerskibet Søløven
- Holm-klassen
- Knud Rasmussen-klassen
Foto: Flemming Sørensen
- Supply-klassen
- Thetis-klassen

### Fartøjer
- LCP-fartøj
Foto: Flemming Sørensen
- Gummibåd